# Тихонов, Григорий Алексеевич
Григо́рий Алексе́евич Ти́хонов (18 ноября 1908 — 14 ноября 1980) — командир отделения 479-го отдельного сапёрного батальона 338-й стрелковой дивизии (39-я армия, 3-й Белорусский фронт), Старший сержант.

## Биография
Григорий Алексеевич Тихонов родился в крестьянской семье в селе Синие Липяги Нижнедевицкого уезда Воронежской губернии (ныне — Нижнедевицкий район Воронежской области). Окончил 2 класса школы, работал в колхозе.
В октябре 1941 года Синелипягинским райвоенкоматом был призван в ряды Красной армии, с ноября 1941 года на фронтах Великой Отечественной войны, участник в обороны Москвы. Был награждён медалью «За оборону Москвы».
24 августа 1943 года приказом по 338-й дивизии он был награждён медалью «За отвагу», за то, что в период с 26 июня 1943 года ко времени награждения им было установлено 892 противотанковые и противопехотные мины, обследованы 38 противотанковых мин на 4-х минных полях.
21 марта 1944 года в районе посёлка Сосновка, Витебской области Григорий ночью проделал проходы в проволочных заграждениях для штурмовой группы, вместе с ними принял участие в траншейном бою, отбил 2 контратаки противника, заминировал подходы к высоте со стороны противника и завалил мешками с песком и рогатками ход сообщений ведший со стороны противника на высоту. Приказом по 338-й дивизии от 31 марта 1944 года он был награждён орденом Славы 3-й степени.
15 августа 1944 года возле деревни Вершяй в Литве (10 км южнее населённого пункта Шакяй) Младший сержант Тихонов в составе группы разграждения, действуя впереди порядков пехоты, на виду у противника и под сильным ружейно-пулемётным огнём, проделал проход шириной 8 метров и продолжал двигаться дальше, подготавливая путь для прохождения пехоты и артиллерии. Приказом по 5-й армии от 30 сентября 1944 года он был награждён орденом Славы 2-й степени.
5 и 6 октября 1944 года ночами, при неблагоприятных условиях (полнолуние), в районе Расейняя Старший сержант Тихонов в составе группы разграждения проделывал проходы в проволочных заграждениях противника. Им были проделаны в первую ночь два прохода по 20 метров, во вторую ночь — два по 10 метров. Кроме того были сняты 68 противотанковых и противопехотных мины. Указом Президиума Верховного Совета СССР от 24 марта 1945 года Старший сержант Тихонов был награждён орденом Славы 1-й степени.
В боях на территории Германии он неоднократно участвовал в группах разграждения, проводил разминирование местности, строил переправы, разведывал броды. Приказом по 338-й дивизии от 16 мая 1945 года Старший сержант Тихонов был награждён орденом Красной Звезды.
Летом 1945 года дивизию перебросили на Дальний Восток. В этот период Старший сержант Тихонов со своим отделением, в условиях сильной жары и солнцепёка, занимался строительством колодцев и водопроводов для обеспечения частей дивизии водой. Также, в преддверии грядущего наступления в Маньчжурии, строил переправы для движения гужевого транспорта и автомашин, чем способствовал успешному проведению наступления частями дивизии. Был представлен к ордену Красной Звезды, но командованием дивизии приказом от 20 сентября 1945 года был награждён медалью «За боевые заслуги»
Григорий Алексеевич Тихонов демобилизовался летом 1946 года. Вернулся на родину, работал трактористом.

Скончался Григорий Тихонов 14 ноября 1980 года. Похоронен в селе Синие Липяги.